# Geso
Il geso (dal latino gaesum) è un'antica asta pesante da lancio, simile al giavellotto.
Il geso era un giavellotto pesante celtico, dal quale prese il nome la caratteristica casta guerriera dei gaesati (letteralmente “portatori di gaesum”). Durante il III secolo il geso fu un'arma molto popolare nell'Europa Centro-Occidentale, e venne utilizzata dalle popolazioni della Penisola Iberica, dai Galli, dai Celti, dai Britanni e dai Reti. Poi entrò nell'armamentario dell'esercito romano, dove era anche conosciuto col nome di soliferrum.
È formato da una sottile barra di ferro dolce, lunga da un metro e quaranta ai due metri; il lancio dei gaesa avveniva durante l'assalto, prima del combattimento corpo a corpo.